# Глеб Юрьевич (князь туровский)
Глеб Юрьевич Туровский (умер в марте 1196 года) — князь Дубровицкий в 1182—1190 годах, князь Туровский в 1190—1195 годах.

## Биография
Сын Юрия Ярославича Туровского и Анны Всеволодовны, городенской княжны.
В 1183 году участвовал в походе против половцев, предпринятом великим князем Киевским Святославом Всеволодовичем и Рюриком Ростиславичем и окончившемся победой русских князей 30 июля. Ипатьевская летопись называет его в рассказе об этом событии князем Дубровицким.
В 1187 году Глеб Юрьевич ездил по поручению Рюрика Ростиславича в Суздаль за невестой сына последнего, Ростислава, — Верхуславой, дочерью Всеволода III Юрьевича.
В 1190 году по смерти своего старшего брата Святополка Юрьевича стал править Турово-Пинским княжеством.

## Семья и дети
Жена — неизвестна.
Сыновья:
- Владимир (князь пинский) (предположительно)
- Александр Глебович Дубровицкий